# Mireille Mathieu (tournée 2005)
Tournées par Mireille Mathieu
In meinem Herzen
(2008)
Mireille Mathieu est une tournée de la chanteuse française Mireille Mathieu à travers la France pour fêter ses 40 années de carrière.

## Programme
1. Mon credo
2. Ce soir, ils vont s'aimer
3. Qu'elle est belle
4. Tous les enfants chantent avec moi
5. Santa Maria de la Mer
6. Paris en colère
7. Si je revenais
8. Une histoire d'amour
9. La Vie en rose
10. Je t'aime avec ma peau
11. Ma mélodie d'amour
12. Une place dans mon cœur
13. L'Aveugle
14. Tu es celui
15. Pardonne-moi ce caprice d'enfant
16. Tu m'apportais des fleurs
17. Rien de l'amour
18. Acropolis Adieu
19. Une femme amoureuse
20. Nous on s'aimera
21. Un peu d'espérance
22. Medley International
23. Quand on n'a que l'amour
24. Mille colombes
25. La Dernière Valse
26. Non, je ne regrette rien

## Liste des concerts
| No. | Date        | Ville              | Pays   | Lieu                  |
| --- | ----------- | ------------------ | ------ | --------------------- |
| 1   | 18 novembre | Paris              | France | Olympia               |
| 2   | 19 novembre | Paris              | France | Olympia               |
| 3   | 20 novembre | Paris              | France | Olympia               |
| 4   | 24 novembre | Paris              | France | Olympia               |
| 5   | 25 novembre | Paris              | France | Olympia               |
| 6   | 26 novembre | Paris              | France | Olympia               |
| 7   | 27 novembre | Paris              | France | Olympia               |
| 8   | 30 novembre | Bordeaux           | France | Le Pin galant         |
| 9   | 2 décembre  | Voiron             | France | Le Grand Angle        |
| 10  | 3 décembre  | Genève             | Suisse | SEG Geneva Arena      |
| 11  | 4 décembre  | Porcieu-Amblagnieu | France | salle des Marinières  |
| 12  | 6 décembre  | Lyon               | France | Bourse du travail     |
| 13  | 7 décembre  | Saint-Étienne      | France | Palais des spectacles |
| 14  | 8 décembre  | Cournon-d'Auvergne | France | Zénith                |
| 15  | 10 décembre | Avignon            | France | Opéra d'Avignon       |
| 16  | 11 décembre | Marseille          | France | Dôme                  |
| 17  | 14 décembre | Nice               | France | palais Nikaïa         |
| 18  | 16 décembre | Nantes             | France | Cité des congrès      |
| 19  | 17 décembre | Tours              | France | salle Vinci           |